# کاخا کالادزه
کاخابر "کاخاً کالادزه (به گرجی: კახაბერ "კახა" კალაძე)‏ (زاده ۲۷ فوریه ۱۹۷۸) یک سیاستمدار اهل گرجستان و شهردار کنونی شهر تفلیس پایتخت گرجستان است. او پیشتر یک بازیکن فوتبال حرفه ای نیز بوده است.

## زندگی‌نامه
کالادزه متولد شهر کوچک سامتردیا در گرجستان است. او از سال ۲۰۰۱ تا ۲۰۱۰ در پست مدافع چپ در باشگاه‌های آث میلان و جنوا بازی می‌کرد. کاخا کالادزه در سال ۲۰۱۲ از دنیای فوتبال خداحافظی کرد و در اکتبر همین سال به نمایندگی از حزب گرجستان دموکراتیک عضو ائتلاف پیروز «رؤیای گرجی» به پارلمان راه یافت و به عنوان وزیر توسعه منطقه‌ای در دولت انتخاب شد.
او مدتی معاون نخست‌وزیر گرجستان بود، اما در ژوئیه ۲۰۱۷ از سمت خود استعفا داد تا بتواند در انتخابات شهرداری تفلیس کاندید شود. او توانست در تاریخ ۲۲ اکتبر ۲۰۱۷ با احراز ۵۱٪ آرا شهردار تفلیس شود.
او با آنا آریشیدزه که یک طراح مد گرجی است ازدواج کرد. این زوج دارای چهار فرزند مشترک هستند. اولین پسر آنها، لوان، به نام برادر فقید کالادزه، که در سال ۲۰۰۱ ربوده و به قتل رسید، نامگذاری شد.